# Sammi Fajarowicz
Sammi Fajarowicz (* 5. Juni 1908 in Möckern (heute ein Stadtteil von Leipzig); † 4. Juli 1940 in Leipzig) war ein deutscher Schachspieler.

## Leben
Fajarowicz’ Eltern stammten aus Galizien und Kiew. Sein Vater war Kaufmann für Lederwaren. Fajarowicz machte Mitte der 1920er Jahre sein Abitur, doch blieb ihm infolge des wirtschaftlichen Niederganges seines Vaters ein Studium verwehrt. Er nahm stattdessen verschiedene Gelegenheitsarbeiten an. Nach der Machtergreifung der NSDAP wurde den Fajarowicz’ die deutsche Staatsbürgerschaft entzogen und sie erhielten einen Fremdenpass, weitere Repressalien folgten. Aus finanziellen Gründen war eine Emigration für die jüdische Familie nicht möglich. 1938 fuhr Sammi Fajarowicz nach Frankreich, wurde dort wegen illegaler Arbeitsaufnahme ausgewiesen, verblieb zwischen Januar 1939 und März 1940 in einer psychiatrischen Klinik in Luxemburg und wurde nochmals nach Deutschland ausgewiesen. In Leipzig wieder angekommen, wurde er in das Leipziger Israelitische Krankenhaus eingeliefert und starb im Juli 1940 an Tuberkulose.

## Schachkarriere
Fajarowicz erlernte gemeinsam mit seinem Zwillingsbruder Edi schon in frühester Kindheit das Schachspiel. Als 20-Jähriger war Sammi Fajarowicz einer der stärksten Schachspieler Sachsens. 1928 wurde er bei der Leipziger Meisterschaft Dritter, 1929 Zweiter hinter Max Blümich, 1930 beendete er die Siegergruppe des Meisterschaftsturniers punktgleich mit Blümich, verlor allerdings den nachfolgenden Stichkampf mit 1:3 bei 3 Remisen. Im gleichen Jahr nahm er am hervorragend besetzten 18. Kongress des Sächsischen Schachbundes in Zwickau teil, dessen Meisterturnier von Karl Helling vor Salo Flohr, Max Blümich, Karl Gilg, Jacques Mieses und Friedrich Palitzsch gewonnen wurde. 1931 und 1933 gewann er die Leipziger Meisterschaft. Nach der Machtergreifung der NSDAP wurde Fajarowicz wegen seiner „Rasse“ von der Teilnahme an deutschen Meisterschaftsturnieren ausgeschlossen. 1935 nahm Fajarowicz in Great Yarmouth an einem internationalen Turnier teil, das von Samuel Reshevsky gewonnen wurde, und wurde Vierter. Im Dezember 1935 belegte er bei der 1. Jüdischen Meisterschaft Deutschlands, die in Leipzig stattfand, den geteilten 1. bis 3. Platz, der Titel „Jüdischer Schachmeister“ wurde nicht vergeben. In Frankfurt am Main siegte er unangefochten und wurde „Jüdischer Schachmeister von Deutschland für 1937“.

## Theoriebeitrag
Nach Fajarowicz ist das Fajarowicz-Gambit benannt, das Fajarowicz erstmals öffentlich in einer Partie bei einem Turnier 1928 in Wiesbaden gegen Herman Steiner anwandte. Fajarowicz verlor die Partie zwar, doch hatte er eine aussichtsreiche Stellung erreicht, die im Weiteren von verschiedenen Theoretikern untersucht worden ist.